# ملعب لا موسون
ملعب لا موسون (بالفرنسية: Stade de la Mosson)‏ هو ملعب كرة قدم يقع في مونبلييه، فرنسا. يعتبر الملعب الخاص بنادي مونبلييه الذي يشارك في الدوري الفرنسي. يسع لحضور 32,900 متفرج.
وكان من بين الملاعب المستضيفة لنهائيات كأس العالم 1998.